# Tales from the Twilight World
| Recensione | Giudizio |
| ---------- | -------- |
| AllMusic   | [ 1 ]    |

Tales from the Twilight World è il terzo album del gruppo musicale tedesco Blind Guardian, pubblicato nel 1990 dalla No Remorse Records e ristampato l'anno successivo dalla Virgin Records.

## Il disco
Tales from the Twilight World ha lanciato i Blind Guardian nel panorama metal internazionale ed ha stabilito le basi di quello che sarebbe diventato il tipico sound della band.
Traveler in Time è ispirata alla saga di fantascienza di Dune scritta da Frank Herbert. Tommyknockers e Altair 4 si rifanno entrambe al romanzo Le creature del buio di Stephen King.
Le canzoni Lord of the Rings, uno dei brani più famosi della band, e Lost in the Twilight Hall, sono ispirate a Il Signore degli Anelli di J. R. R. Tolkien.
Goodbye My Friend è un tributo della band a E.T., celebre film di Steven Spielberg.

## Tracce
Testi di Hansi Kürsch, musiche di Hansi Kürsch e André Olbrich, eccetto dove indicato.
1. Traveler in Time – 5:59
2. Welcome to Dying – 4:47
3. Weird Dreams – 1:19 (André Olbrich)
4. Lord of the Rings – 3:18 (Hansi Kürsch, Marcus Siepen)
5. Goodbye My Friend – 5:33 (Hansi Kürsch, André Olbrich, Thomas Stauch)
6. Lost in the Twilight Hall – 5:58 (Hansi Kürsch, André Olbrich, Marcus Siepen, Thomas Stauch)
7. Tommyknockers – 5:09
8. Altair 4 – 2:26
9. The Last Candle – 5:59
10. Run for the Night (Live) – 3:42 – Traccia bonus

## Formazione
- Hansi Kürsch – voce, basso
- André Olbrich – chitarra ritmica e solista, cori
- Marcus Siepen – chitarra ritmica e solista, cori
- Thomas Stauch – batteria

### Altri musicisti
- Kai Hansen – voce su Lost in the Twilight Hall e Goodbye My Friend, assolo di chitarra su The Last Candle
- Mathias Wiesner – tastiere
- Piet Sielck – cori
- Rolf Köhler – cori
- Thomas Hackmann – cori
- Kalle Trapp – cori

### Personale tecnico
- Kalle Trapp – produzione, ingegneria del suono, missaggio audio
- Piet Sielck – ingegneria del suono
- Charley Rinne – produzione esecutiva

### Grafica
- Andreas Marshall – copertina
- Buffo/Charley Rinne – fotografie